# G-Star
G-Star, ook bekend als G-Star RAW, is een Nederlandse onderneming in kleding, schoenen en accessoires voor zowel mannen als vrouwen. Het hoofdkantoor van G-Star staat in Amsterdam.

## Geschiedenis
G-Star werd in 1989 opgericht door Frans Scholtes en Jos van Tilburg in Amsterdam onder de naam Gap-Star. Om zich meer op de internationale markt te richten en een merknaamconflict en verwarring met The Gap Inc. te voorkomen werd de naam later veranderd in G-Star. Vanuit de Nederlandse hoofdstad werd gestart met de distributie voor de Nederlandse en Belgische markt. In 1991 ging G-Star een samenwerking aan met de Franse jeansdesigner Pierre Morisset. Dit leidde onder meer tot de introductie van de G-Star Elwood in 1996, een design dat een doorbraak betekende voor G-Star.
De productie van G-Star vindt veelal plaats in India. G-Star heeft een contract met de Indiase bedrijven Fibre and Fabrics International en dochteronderneming Jeans Knit. In 2006 kwam G-Star in het nieuws omdat deze bedrijven werknemers onder abnormale omstandigheden zouden laten werken. Eind 2007 kondigde G-Star aan zich terug te trekken uit beide bedrijven. De Schone Kleren Campagne toonde zich verheugd over het behaalde resultaat, maar ook bezorgd over hoe het nu verder moest met de werknemers die nu ontslagen worden. Eind januari 2008 meldde G-Star dat de samenwerking met Fibre and Fabrics International en Jeans Knit was hersteld.
Op 9 februari 2016 werd bekendgemaakt dat de Amerikaanse zanger/producer Pharrell Williams mede-eigenaar van G-star RAW was geworden. In 2018 werd bekendgemaakt dat Formule-1 coureur Max Verstappen een samenwerking heeft met G-Star RAW. Daarnaast had het bedrijf eerder al samenwerkingen met bekende (inter)nationale artiesten, zoals Afrojack.
Op 16 september 2021 kondigde G-Star RAW de samenwerking aan met de Amerikaanse rap-artiest Snoop Dogg. In de reclamecampagne wordt een aangepaste editie van zijn nummer "Say it Witcha Booty" gebruikt.
Jos van Tilburg verkoopt G-Star in september 2023. Dat leidt tot de verkoop van eenmeerderheidsbelang aan de Amerikaanse investeerder WHP Global. Van Tilburg blijft voorlopig aan, maar met minder aandelen.

## Organisatie

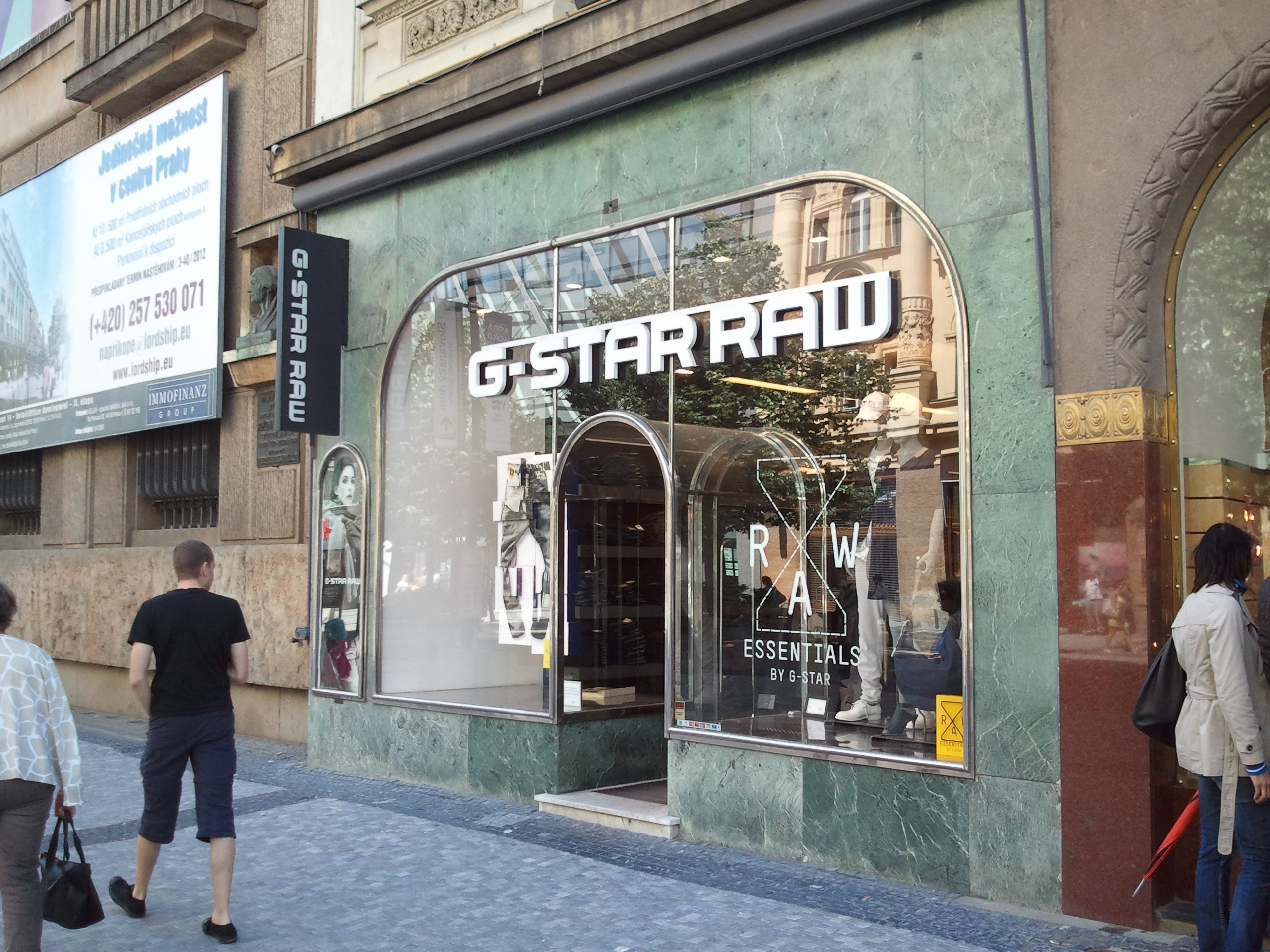
G-Starwinkel in Praag, Tsjechië

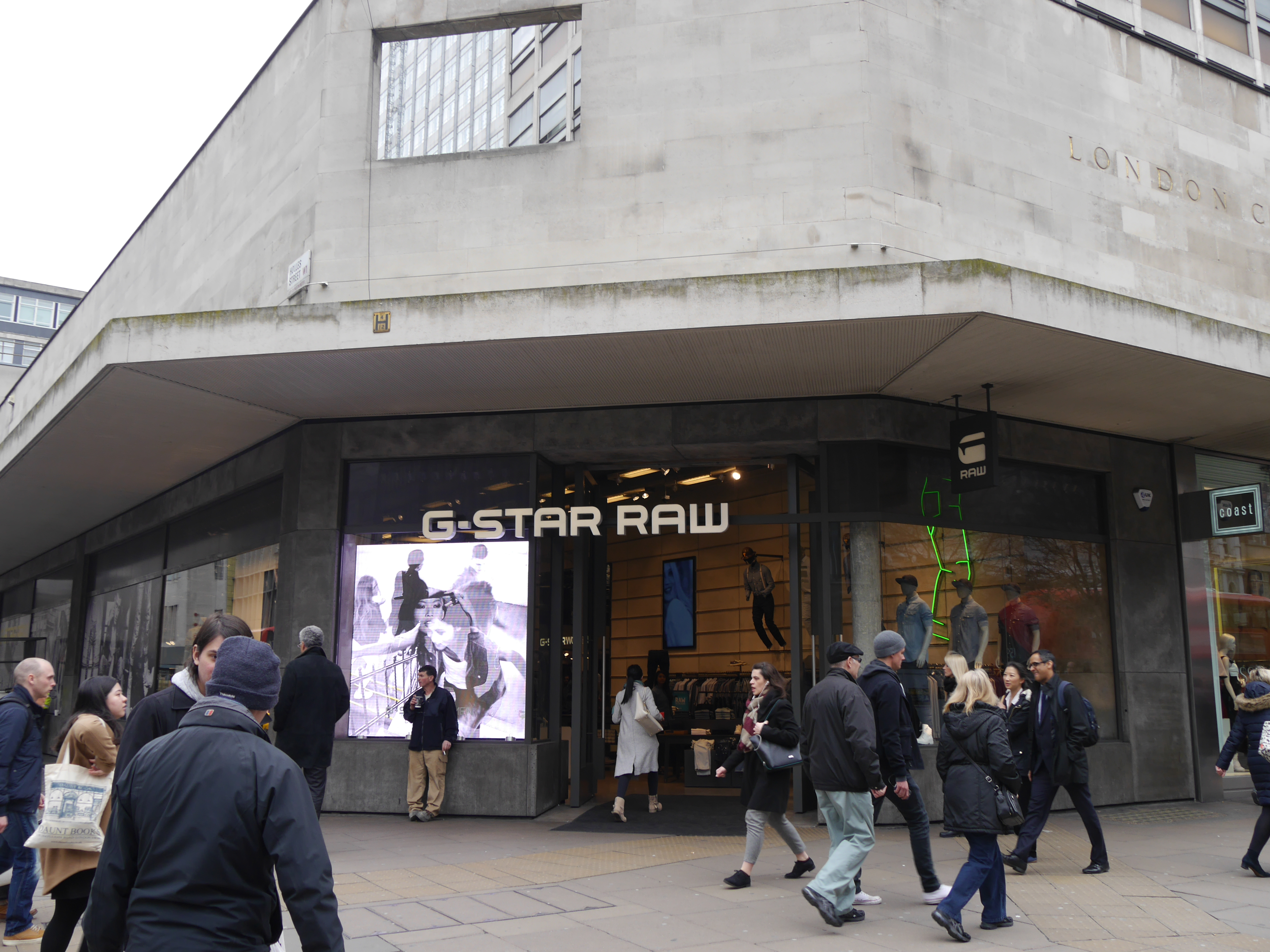
G-Starwinkel in Oxford Street, Londen

### Bestuur
| Naam               | Functie                 |
| ------------------ | ----------------------- |
| Rob Schilder       | Chief Executive Officer |
| Laurens Beekhuizen | Chief Financial Officer |
| Gwenda van Vliet   | Chief Marketing Officer |

### Hoofdkantoor
Sinds 2014 is het hoofdkantoor van G-Star gevestigd aan de Joan Muyskenweg in Amsterdam langs de A10. Het gebouw werd ontworpen door het Office for Metropolitan Architecture van Rem Koolhaas uit Rotterdam. Het heeft een vloeroppervlakte van 27.500 vierkante meter, waarvan 19.000 voor kantoren, creatieve ruimten en dergelijke, en 8.500 vierkante meter parkeerruimte.

### Winkels
In oktober 2007 waren er 94 G-Star Stores wereldwijd. Sinds 2008 heeft het bedrijf een flagshipstore op de P.C. Hooftstraat te Amsterdam. Deze winkel is 450 vierkante meter groot en verkoopt naast de dames- en herencollectie ook accessoires. Anno 2013 heeft G-star ongeveer 6.500 verkooppunten en 350 G-Star Stores in 63 landen. Ook heeft G-Star sinds augustus 2010 een webwinkel.

## Samenwerkingen
In februari 2014 kondigde artiest en muziekproducent Pharrell Williams een samenwerking aan tussen G-Star RAW en zijn textielbedrijf Bionic Yarn genaamd "RAW for the Oceans," een collectie denim gemaakt van gerecycled plastic dat in de oceaan wordt gevonden. Het project werd gepresenteerd in het American Museum of Natural History in New York.
In 2018 kondigde artiest Jaden Smith ook een samenwerking met G-Star aan.
In 2019 ging Formule 1-coureur Max Verstappen een samenwerkingsovereenkomst aan met G-Star RAW.